# Binissalem
Binissalem è un comune spagnolo di 7 251 abitanti situato nella comunità autonoma delle Baleari.